# آل جراف (مكيراس)

تعديل مصدري - تعديل

ال جراف هي إحدى قرى عزلة مكيراس بمديرية مكيراس التابعة لمحافظة البيضاء، بلغ تعداد سكانها 33 نسمة حسب تعداد اليمن لعام 2004.